# Touwtrekken

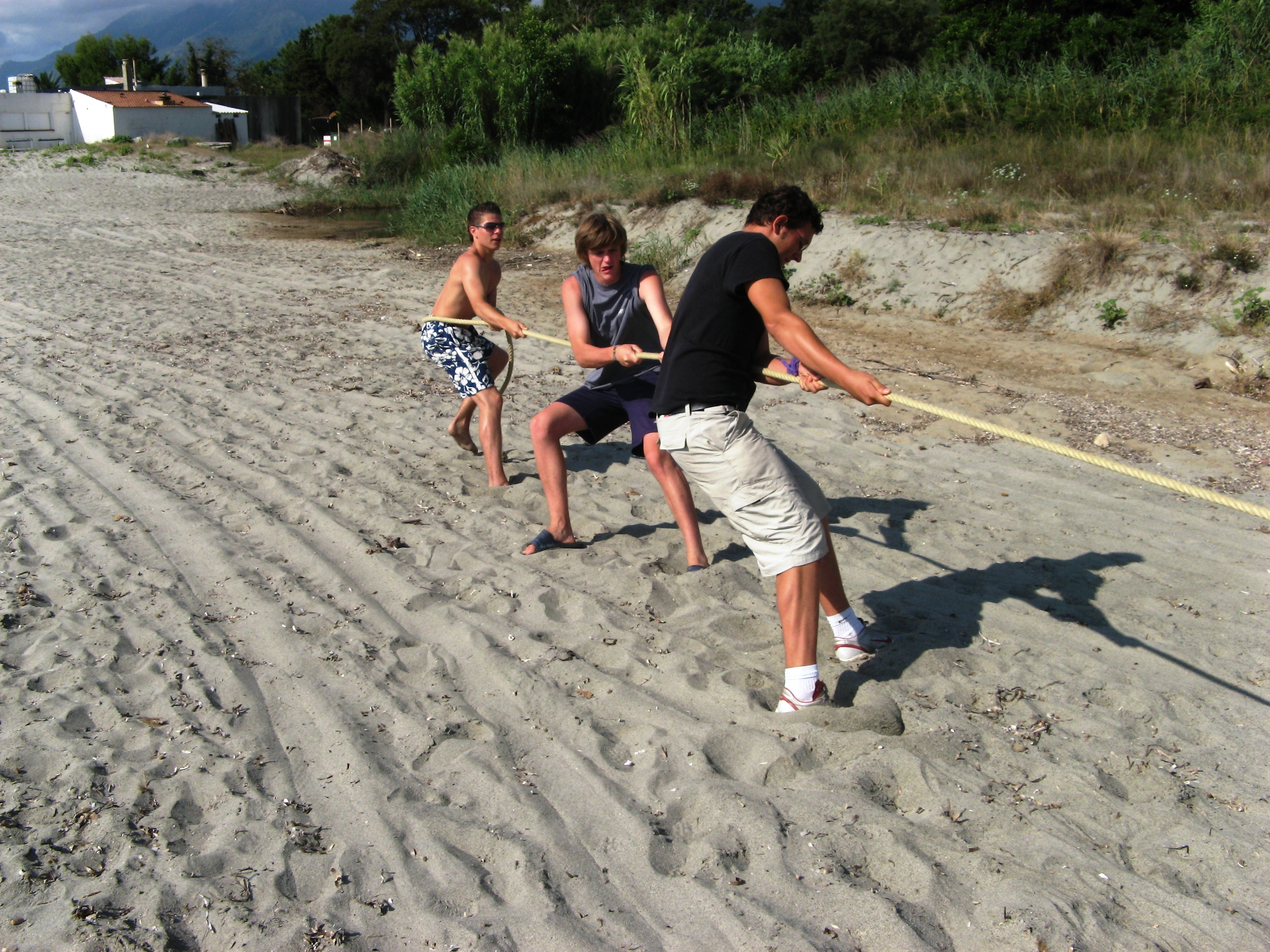
Touwtrekken op het strand

Touwtrekken is een sport, waarbij twee teams zo hard mogelijk aan de beide uiteinden van een sterk en dik touw proberen te trekken.
Dit touw is gemarkeerd met vijf lintjes. In het midden een rood lint dat de startpositie aangeeft. Op vier meter aan beide zijden is er een lintje (geel in België en wit in Nederland) dat bepaalt hoever getrokken moet worden en op vijf meter van de middenlijn is er een lintje waarachter de eerste man moet plaatsnemen (zwart in België, blauw in Nederland). Het team dat het andere team zover trekt dat het viermeterlintje over de middellijn heen komt, heeft gewonnen.

## Geschiedenis
De oudste bewijzen voor de sport zijn gevonden in Aziatische landen, waar in de prehistorische tijden touwtrekwedstrijden deel waren van ceremonies en erediensten. In Korea bijvoorbeeld organiseerde men touwtrekwedstrijden tussen dorpen om een goede oogst te voorspellen. Later in de geschiedenis werd touwtrekken niet langer verbonden met rituele ceremonies, maar ontwikkelde het zich tot een zuiver fysieke krachtsport. Reliëfvoorstellingen op een muur in de graftombe van Mereruka in Saqqara (Egypte) tonen aan dat touwtrekken daar al in 2500 v.Chr. bestond. In West-Europa start de geschiedenis van het touwtrekken rond het jaar 1000, in de verhalen van de heldhaftige kampioenen uit Scandinavië en Duitsland.
In de vijftiende eeuw was touwtrekken een populair tijdverdrijf tijdens toernooien op Franse kastelen en later tijdens toernooien in Groot-Brittannië.
De sport was een olympische sport en werd beoefend op de Olympische Spelen van 1900 tot en met 1920. Alhoewel het in die jaren een onderdeel vormde van het atletiekprogramma, beschouwt het IOC het touwtrekken nu als een aparte olympische sport. Toen het IOC in 1920 besloot het aantal deelnemers aan de Olympische Spelen te verminderen, werd touwtrekken van het programma afgevoerd. Deze beslissing hield de ontwikkeling van touwtrekken op internationaal niveau tijdelijk tegen. Echter, op nationaal niveau bleef de organisatie van de sport groeien.
In 1933 werd de Zweedse Touwtrek Bond opgericht, een voorbeeld dat later gevolgd werd door andere Europese landen. Door het toenemende aantal nationale bonden namen de wens en de noodzaak tot internationale wedstrijden snel toe.
Op 2 juni 1955 werd de eerste (officiële) touwtrekvereniging van Nederland opgericht, pas in 1959 werd de Nederlandse Touwtrekbond (NTB) opgericht. De NTB is ontstaan uit de Achterhoekse touwtrekbond.
Verder worden in Nederland touwtrekwedstrijden georganiseerd door de Federatie Vrije Touwtrekkers (FVT) en de Touwtrek Organisatie Drenthe (TTO Drenthe).

## Spel
Als spel wordt touwtrekken veel beoefend.
- tijdens dorpsfeesten
- zeskampen
- als onderdeel van recreatieactiviteiten op campings
- tijdens schoolreisjes

## Sport
Touwtrekken is een teamkrachtsport waarbij tactiek van groot belang is om een spannende wedstrijd in je voordeel te beslechten. Eenvoudig geformuleerd komt het er bij touwtrekken op aan de tegenstander over een lijn te trekken.
Op internationaal niveau worden alleen teams van acht personen, begeleid door een coach, erkend. Voor recreanten is ook een klasse zestallen in het leven geroepen, waaraan teams met zes personen deelnemen. Na de 'zestallen recreant' en 'zestallen getraind' kan een ploeg doorgroeien naar de topklasse (achttallen).
Een trekbeurt is gewonnen indien de wedstrijdleider aan de hand van de touw- en terreinmarkeringen heeft vastgesteld dat het touw vier meter verplaatst is. Een wedstrijd bestaat uit minimaal twee trekbeurten. Na de eerste trekbeurt wordt er van kant gewisseld. Bij twee overwinningen is de wedstrijd beslecht.
Er zijn verschillende klassen: 560 kg, 640 kg, 680 kg en 720 kg. Deze klassen zijn op hun beurt ingedeeld in A- en B-poules
De klassen staan voor het maximale gewicht dat het complete team mag wegen.
Touwtrekken kan als sport zowel binnen als buiten plaatshebben. Indoor vindt het meestal plaats in sportzalen en meestal op rubberen matten. Er worden schoenen gebruikt met zolen die veel grip op de rubbermatten hebben. Outdoor wordt meestal op gras en op een vlakke grond getrokken met een touw dat minimaal 32 meter lang is. Het schoeisel voor buiten is heel anders dan dat voor binnen.
Meestal zie je een schaats of inline-skate zonder schaats of wieltjes met een metalen plaat als zool. Deze plaat is zeer scherp en dus zeer geschikt om de grond 'in te komen'.
Bij katroltrekken trekken twee ploegen naast elkaar, zodat men elkaar in de gaten kan houden. Het touw loopt dan via een katrol.

### Regels
Regels voor touwtrekken op "schoolfeestniveau" zijn in wezen eenvoudig. Afhankelijk van het niveau zullen ook de regels iets ingewikkelder worden. De Belgische Touwtrek Bond (BTB) gebruikt de reglementen van de Tug of War International Federation (TWIF) maar zal hiervan afwijken indien de Algemene Vergadering een afwijking opportuun vindt. Zo zijn de klasse "6-tallen + 2 reserve" en "GENSB jeugd" eveneens erkende BTB-categorieën.De organisator van een erkende wedstrijd kan afwijkingen aanvragen voor zover deze de essentie van de TWIF-stijl niet aantasten en enkel bedoeld zijn om de wedstrijd voor iedereen aantrekkelijker te maken. Deze afwijkingen moeten telkens ruim vooraf gecommuniceerd worden naar de mogelijke deelnemers. Voorbeelden hiervan zijn de combiklassen in de beide competities. Bij een tekort aan ploegen in een bepaalde klasse kan ook de hoofdwedstrijdleider, in overleg met de betrokken ploegen, een handicapregel uitwerken om tot voldoende partijen te komen.

### Training
Een trainingsattribuut dat door vele touwtrekverenigingen wordt gebruikt is de zogeheten touwtreklift. Dit is een pulley-apparaat waarmee een touwtrekteam een gewicht omhoog hijst als virtuele tegenstander.

## Tug of War International Federation (TWIF)
TWIF is de internationale touwtrekfederatie en is het overkoepelende orgaan van alle touwtrekbonden. De TWIF ontstond aan het eind van de jaren vijftig. Tijdens die eerste tien tot vijftien jaar viel er weinig beweging waar te nemen. Halverwege de jaren zeventig sloten zich de eerste niet-Europese landen aan bij de TWIF en kwam alles in een stroomversnelling. Met de groei verbeterde ook de structuur: steeds meer landen sloten zich bij de organisatie aan. Momenteel telt de TWIF ongeveer vijftig aangesloten landen verspreid over alle continenten.

## Trefpunt België
Vooral in Antwerpen, West-Vlaanderen en Oost-Vlaanderen treffen we touwtrekclubs aan. In 1991 is de Belgische Touwtrekbond (BTB) opgericht, die verschillende touwtrekverenigingen overkoepelt.
BTB is lid van de VlaS (Vlaamse Traditionele Sporten vzw) en van de TWIF, die instaat voor de organisatie van internationale wedstrijden.

## Figuurlijk gebruik
De term 'touwtrekken' wordt ook figuurlijk/overdrachtelijk gebruikt in het dagelijks taalgebruik, wanneer in een discussie of debat twee partijen een tegengestelde beslissing proberen af te dwingen of tegengestelde belangen verdedigen.